# إعلام ليبيا

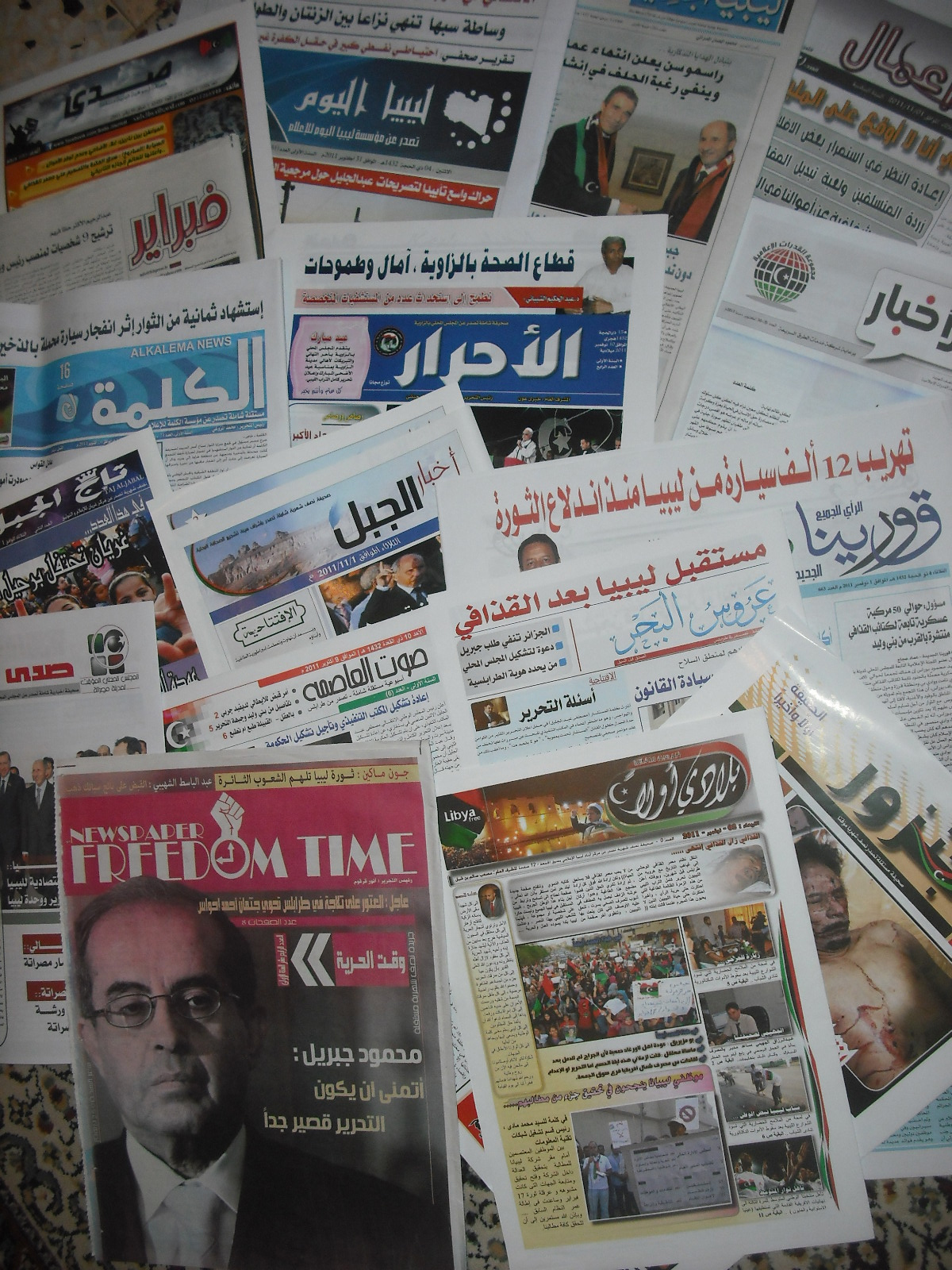
الصحافة الليبية بعد ثورة 17 فبراير.

حتى مؤخرا كان الأعلام المحلى تابع للحكومة الليبية, في 29 يناير 2006 قام ابن معمر القذافى الأكبر سيف الإسلام القذافي أعلن بأن الحكومة الليبية ستسمح لللإداعات المرئية و المسموعة الخاصة, و بعد ثورة 17 فبراير نشأت العديد من الصحف و القنوات المرئية و المسموعة الخاصة.

## وكالة الأنباء
- وكالة الأنباء الليبية (وأل) (WAL)

## القنوات المرئية

### القنوات الرسمية
- ليبيا الرسمية
- الوطنية
- ليبيا الرياضية

### القنوات الخاصة
- ليبيا لكل الأحرار
- ليبيا الحرة
- سلام
- الوسط (WTV)
- التناصح
- تلفزيون المسار
- ليبيا تى في
- ليبيا أف ام
- ليبيا أولا
- ليبيا الأولى
- ليبيا شات
- العاصمة
- أحفاد المختار
- أويا
- تلفزيون بنغازى
- تلفزيون مصراتة
- توباكتس تى في
- توباكتس أف ام
- كاراوان تى في
- ليبو تى في
- ليبيا
- قناة راديو تاجوراء fm 99.0